# Julia Pereira de Sousa Mabileau
Julia Pereira de Sousa Mabileau (* 20. September 2001 in Quincy-sous-Sénart) ist eine französische Snowboarderin. Sie startet im Snowboardcross. Bei den Olympischen Spielen 2018 gewann sie in dieser Disziplin die Silbermedaille. Bei den Olympischen Spielen 2022 schied sie nach einem Sturz im Halbfinale als Viertplatzierte aus.

## Werdegang
Pereira de Sousa Mabileau startete zu Beginn der Saison 2016/17 im Pitztal erstmals im Europacup und belegte dabei die Plätze 33 und 21. Im weiteren Saisonverlauf kam sie einmal auf den dritten, dreimal auf den zweiten und gewann die Europacuprennen in Grasgehren und in Lenk. Sie errang damit den ersten Platz in der Snowboardcross-Gesamtwertung. 
Ihr Debüt im Snowboard-Weltcup hatte sie Februar 2017 in Feldberg, das sie auf dem 23. Platz beendete. Es folgten drei Platzierungen in den Punkterängen und der 20. Gesamtrang im Snowboardcross-Weltcup. Bei den Snowboard-Juniorenweltmeisterschaften 2017 in Klínovec holte sie die Bronzemedaille im Einzel und die Goldmedaille zusammen mit Manon Petit im Teamwettbewerb. 
In der Saison 2017/18 erreichte sie mit Platz drei in Cervinia und in Feldberg ihre ersten Podestplatzierungen im Weltcup und zum Saisonende den achten Platz im Snowboardcross-Weltcup. Bei den Olympischen Winterspielen in Pyeongchang gewann sie im Februar 2018 die Silbermedaille. Im folgenden Jahr errang sie bei den Weltmeisterschaften in Park City den elften Platz.
In der Saison 2020/21 kam Mabileau in Chiesa in Valmalenco auf den dritten und in Bakuriani auf den zweiten Rang und errang damit den vierten Platz im Snowboardcross-Weltcup. Bei den Weltmeisterschaften 2021 in Idre holte sie zusammen mit Léo Le Blé Jaques die Bronzemedaille im Teamwettbewerb. Im folgenden Jahr wurde sie bei den Olympischen Winterspielen in Peking Neunte im Teamwettbewerb und Fünfte im Einzel.

## Teilnahmen an Weltmeisterschaften und Olympischen Winterspielen

### Olympische Winterspiele
- 2018 Pyeongchang: 2. Platz Snowboardcross
- 2022 Peking: 5. Platz Snowboardcross, 9. Platz Snowboardcross Team

### Snowboard-Weltmeisterschaften
- 2019 Park City: 11. Platz Snowboardcross
- 2021 Idre: 3. Platz Snowboardcross Team, 18. Platz Snowboardcross
- 2025 Engadin: 1. Platz Snowboardcross Team, 3. Platz Snowboardcross

## Weltcupsiege und Weltcup-Gesamtplatzierungen

### Weltcupsiege

#### Weltcupsiege im Einzel
| Nr. | Datum        | Ort     |
| --- | ------------ | ------- |
| 1.  | 8. März 2025 | Gudauri |

#### Weltcupsiege im Team
| Nr. | Datum         | Ort        |
| --- | ------------- | ---------- |
| 1.  | 22. März 2025 | Montafon 1 |

### Weltcup-Gesamtplatzierungen
| Saison  | Platz | Punkte |
| ------- | ----- | ------ |
| 2016/17 | 20.   | 780    |
| 2017/18 | 8.    | 3390   |
| 2018/19 | 16.   | 830    |
| 2019/20 | 12.   | 1340   |
| 2020/21 | 4.    | 301    |
| 2021/22 | 34.   | 29     |
| 2022/23 | 35.   | 20     |
| 2023/24 | 9.    | 330    |
| 2024/25 | 3.    | 474    |